# Amy Beach
Amy Marcy Beach, de domo Cheney (ur. 5 września 1867 w Henniker, New Hampshire, zm. 27 grudnia 1944 w Nowym Jorku) – amerykańska kompozytorka i pianistka.
Za życia uważana za najistotniejszą kompozytorkę Stanów Zjednoczonych. Była pierwszą Amerykanką, która osiągnęła sukces jako twórczyni wielkich form muzycznych.

## Życiorys
Była córką Charlesa Abbotta Cheneya, fabrykanta papierniczego i importera oraz Clary Imogene Marcy Cheney, utalentowanej nieprofesjonalnej śpiewaczki i pianistki. Miała bardzo wcześnie objawić swoje talenty muzyczne. Mając rok, była w stanie czysto zaśpiewać w jednym kluczu czterdzieści melodii oraz improwizować kontrapunkt do melodii śpiewanych przez matkę. W wieku trzech lat samodzielnie nauczyła się czytać. Jako czterolatka komponowała utwory fortepianowe w myślach i potrafiła je później spisać, umiała wówczas także grać ze słuchu, włączając w to skomplikowane utwory czterogłosowe. Około 1871 rodzina przeniosła się do Chelsea w stanie Massachusetts. Kiedy Amy miała sześć lat, rozpoczęła naukę gry na fortepianie pod opieką swojej matki, a już rok później dawała publiczne recitale, prezentując utwory Händla, Beethovena oraz Chopina, jak i własne.
W 1875 rodzina przeniosła się ponownie, tym razem do Bostonu. Tutaj Amy pobierała lekcje fortepianu u Ernsta Perabo, a potem Carla Baermanna, a także przez rok uczyła się harmonii i kontrapunktu u Juniusa W. Hilla. 24 października 1883 zadebiutowała w Bostonie jako pianistka, wykonując Rondo Es-dur Chopina i Koncert fortepianowy g-moll Moschelesa z orkiestrą pod batutą Adolfa Neuendorfa. Współpracowała regularnie z Boston Symphony Orchestra i dyrygentem Wilhelmem Gerickem. W 1885 wzięła ślub z Henrym Harrisem Aubreyem Beachem (1843–1910), lekarzem i nauczycielem akademickim na Uniwersytecie Harvarda, gdzie wykładał anatomię. Na życzenie męża ograniczyła działalność koncertową do dorocznych charytatywnych recitali, przenosząc swoją uwagę na dziedzinę kompozycji. Za radą Gericke'a rozpoczęła samodzielną naukę warsztatu kompozytorskiego metodą poznawania dzieł dawnych mistrzów. Korzystała z różnorodnych tekstów teoretycznych, a także z podręczników-traktatów Hectora Berlioza i François Auguste'a Gevaerta, które tłumaczyła na angielski.
Po śmierci męża (1910) i matki (1911) Beach wypłynęła do Europy, by zaprezentować się jako wykonawczyni i kompozytorka dla zwiększenia sprzedaży swoich dzieł. W 1912 jeździła z recitalami po miastach niemieckich, wykonując swoją sonatę, kwintet oraz akompaniując do swoich pieśni. Jej koncert i symfonia zostały zaprezentowane w Lipsku i Hamburgu (koncert również w Berlinie) i uzyskały bardzo pozytywny odbiór. Tuż po wybuchu I wojny światowej wróciła do Stanów Zjednoczonych z zaplanowaną trzydziestką koncertów na Wschodzie i Środkowym Zachodzie. W 1915 na krótko mieszkała w Nowym Jorku i San Francisco, a następnie w 1916 na stałe w Hillsborough w New Hampshire. Właśnie w Hillsborough, Centerville na Cape Cod (Massachusetts) oraz MacDowell Colony (New Hampshire) Beach skomponowała większość swoich późnych utworów. Podróżowała wielokrotnie za granicę, m.in. do Rzymu, gdzie ukończyła swój kwartet smyczkowy.
Była wybitnym wirtuozem jako pianistka, posiadając w dodatku świetną pamięć, jako kompozytorka była w stanie napisać dzieła wielkich rozmiarów w bardzo krótkim czasie i niedługo po skomponowaniu jako własna impresaria organizowała koncerty promujące swoją twórczość. Znała i płynnie posługiwała się językiem niemieckim i francuskim, wykazywała zainteresowanie filozofią i nauką. Była osobą głęboko religijną i w późnym okresie swojego życia została nawet nominalną kompozytorką-rezydentką St. Bartholomew’s Episcopal Church w Nowym Jorku. W swojej karierze prowadziła liczne organizacje, w tym Narodowe Stowarzyszenie Nauczycieli Muzyki (ang. Music Teachers National Association) czy Narodową Konferencję Nauczycieli Muzyki (ang. Music Educators National Conference). Hojnie wspierała młode kompozytorki, by dać im możliwość rozwijania ich karier. W 1925 została współzałożycielką i prezesem Amerykańskiego Stowarzyszenia Kompozytorek (ang. Society of American Women Composers).
Z powodu choroby serca zmuszona była przejść w stan spoczynku w 1940 i z tego też powodu zmarła w 1944. W testamencie przekazała wszystkie zyski ze swoich tantiem na rzecz kolonii artystów MacDowell Colony.

## Twórczość
Była dość płodną artystką, w ciągu swojej kariery otrzymywała liczne zamówienia na utwory. Prawie wszystkie jej kompozycje zostały wykonane za jej życia oraz opublikowane przez jej wyłącznego wydawcę w latach 1885-1910, Arthura P. Schmidta. Pieśni jej autorstwa wykonywali wyśmienici śpiewacy, jak Eames i Marcella Sembrich. Zaliczana była do drugiej szkoły nowoangielskiej.
Jej dojrzały styl obfituje w chromatyzmy harmoniczne, akordy z sekstą zwiększoną oraz septymą, a w niektórych przypadkach nawet tworzy utwory graniczące z atonalnością. Czerpie ze szkockiej, irlandzkiej, amerykańskiej i kontynentalnej europejskiej muzyki ludowej w około 30 ze swoich kompozycji (w Kwartecie smyczkowym korzysta z melodii innuickich, tworząc skomplikowane kontrapunktycznie powierzchnie z nierozwiązanymi dysonansami). W The Lotos Isles op. 76 no. 2 (1914) oraz dwóch utworach na fortepian Hermit Thrush op. 92 (1921) korzysta z technik impresjonistycznych. 

## Wybrane kompozycje
(w kolejności opusów)
- Msza Es-dur op. 5 (1890)
- Festival Jubilate op. 17 (1891)
- Symfonia gaelicka e-moll op. 32 (1896)
- Sonata skrzypcowa a-moll op. 34 (1896/1899)
- Song of Welcome op. 42 (1898)
- Koncert fortepianowy cis-moll op. 45 (1899)
- Wariacje na tematy bałkańskie op. 60 (1904)
- The Chambered Nautilus op. 66 (1907)
- Kwintet fortepianowy fis-moll op. 67 (1907)
- Temat i wariacje na flet i kwartet smyczkowy op. 80 (1916/1920)
- Kwartet smyczkowy op. 89 (1929)
- Hermit Thrush op. 92 (1921)
- From Grandmother’s Garden op. 97 (1922)
- Rendezvous op. 120 (1928)
- The Canticle of the Sun op. 123 (1924/1928)
- Trzy utwory fortepianowe op. 128 (1932)
- opera kameralna Cabildo op. 149 (1932)
- Trio fortepianowe op. 150 (1938)